# Tumbleweed Connection
Albums de Elton John
Elton John
(1970) Friends
(1971)
Tumbleweed Connection est le troisième album studio d'Elton John, sorti en 1970.
Les chansons et la pochette de l'album sont d'inspiration américaine, avec des thèmes typiques des westerns.

## Titres
Toutes les chansons sont écrites par Bernie Taupin et composées par Elton John, sauf mention contraire.

### Face 1
1. Ballad of a Well-Known Gun – 4:59
2. Come Down in Time – 3:25
3. Country Comfort – 5:06
4. Son of Your Father – 3:48
5. My Father's Gun – 6:20

### Face 2
1. Where to Now St. Peter? – 4:11
2. Love Song (Lesley Duncan) – 3:41
3. Amoreena – 5:00
4. Talking Old Soldiers – 4:06
5. Burn Down the Mission – 6:22

### Titres bonus
Les rééditions au format CD parues chez Mercury (1995) et Rocket (1996) incluent deux titres bonus. Le premier, Into the Old Man's Shoes, est la face B du single Your Song au Royaume-Uni (1971). L'autre est la première version enregistrée de Madman Across the Water, avec Mick Ronson à la guitare. La chanson est réenregistrée l'année suivante pour paraître sur l'album éponyme.
1. Into the Old Man's Shoes – 4:02
2. Madman Acoss the Water (version originale) – 8:51

Il existe également une édition deluxe de l'album, parue en 2008 chez Mercury, avec un deuxième CD contenant des démos, des prises alternatives et des titres enregistrés pour la BBC.

## Musiciens
- Elton John : chant, piano (1, 3-6, 8-10), orgue Hammond (8), chœurs (10)
- Brian Dee : orgue Hammond (10)
- Caleb Quaye : guitare solo (1, 4, 6, 8), guitare acoustique (1, 3, 5, 6), guitare électrique (5)
- Les Thatcher : guitare acoustique (2, 10), guitare 12 cordes (3)
- Gordon Huntley : guitare pedal steel (3)
- Lesley Duncan : guitare acoustique (7), chœurs (1, 4, 5, 7)
- Mike Egan : guitare acoustique (10)
- Dave Glover : basse (1, 4, 5, 6)
- Herbie Flowers : basse (2, 3, 10)
- Dee Murray : basse (8), chœurs (3, 6)
- Chris Laurence : basse acoustique (2, 10)
- Roger Pope : batterie (1, 4, 5, 6), percussions (1)
- Barry Morgan : batterie (2, 3, 10)
- Nigel Olsson : batterie (8), chœurs (3, 6)
- Robin Jones : congas (10), tambourin (10)
- Karl Jenkins : Hautbois (2)
- Skaila Kanga : harpe (2)
- Ian Duck : harmonica (3, 4)
- Johnny Van Derek : violon (3)
- Paul Buckmaster : arrangements et orchestration, direction de l'orchestre
- Madeline Bell, Kay Garner : chœurs (1, 4, 5)
- Tony Burrows, Tony Hazzard, Dusty Springfield : chœurs (1, 5)
- Tammi Hunt, Heather Wheatman, Yvonne Wheatman : chœurs (4)

## Classements et certifications
| Pays et classement (1971)     | Meilleure position |
| ----------------------------- | ------------------ |
| Australie - Kent Music Report | 4                  |
| Canada - RPM Albums Chart     | 4                  |
| Pays-Bas - Mega Albums Chart  | 4                  |
| Japon - Oricon                | 30                 |
| Espagne - Promusicae          | 7                  |
| Royaume-Uni - UK Albums Chart | 2                  |
| États-Unis - Billboard 200    | 5                  |

| Pays et classements (1971)        | Position |
| --------------------------------- | -------- |
| Australie                         | 25       |
| Pays-Bas                          | 32       |
| États-Unis - Billboard Pop Albums | 24       |

| Pays              | Certification |
| ----------------- | ------------- |
| États-Unis (RIAA) | Platine       |